# Distribution de Tsallis
En statistique une distribution de Tsallis est une distribution de probabilité dérivée de la maximisation de l'entropie de Tsallis sous diverses contraintes.

## Définition du système
Soit un système défini par un ensemble discret de probabilités {\displaystyle {p_{i}}} d'états d'énergie {\displaystyle E_{i}} normalisé :
{\displaystyle \sum _{j=1}^{\Omega }p_{j}=1}
où {\displaystyle \Omega } le nombre d'états possibles du système.
L'entropie de Tsallis est définie par :
{\displaystyle S_{q}({p_{i}})={\frac {k}{q-1}}\left(1-\sum _{j=1}^{\Omega }p_{j}^{q}\right)=-k\sum _{j=1}^{\Omega }p_{j}\log _{2-q}p_{j}}
où {\displaystyle q} est un paramètre parfois appelé indice entropique et {\displaystyle k} une constante positive. Le q-logarithme {\displaystyle \log _{q}(\cdot )} est défini par :
{\displaystyle \log _{q}(x)={\frac {x^{1-q}-1}{1-q}}}
Dans le cas particulier où les états sont équiprobables :
{\displaystyle S_{q}=k\log _{q}\Omega }
On définit la population parente, {\displaystyle p_{j}^{(q)}} et l'énergie moyenne {\displaystyle E_{q}} liée à celle-ci par :
{\displaystyle p_{j}^{(q)}={\frac {p_{j}^{q}}{\sum _{j=1}^{\Omega }p_{j}^{q}}}\,,\quad E_{q}=\sum _{j=1}^{\Omega }p_{j}^{(q)}E_{j}}
La méthode des multiplicateurs de Lagrange pour le calcul de l'extremum de l'entropie est utilisée pour la recherche de la solution du problème contraint par la donnée de {\displaystyle E_{q}}
{\displaystyle \max \left\{S_{q}(p_{i})+\beta E_{q}\right\}}
ce qui conduit à la solution :
{\displaystyle p_{i}={\frac {e_{q}(-\beta _{q}(E_{i}-E_{q}))}{\sum _{j=1}^{\Omega }e_{q}(-\beta _{q}(E_{j}-E_{q}))}}\,,\quad \beta _{q}={\frac {\beta }{\sum _{j=1}^{\Omega }p_{j}^{q}}}}
où {\displaystyle e_{q}(\cdot )} est la q-exponentielle et {\displaystyle \beta } est le multiplicateur de Lagrange .

## Solutions
Il existe plusieurs familles différentes de ces distributions,, :
- si on impose le premier moment[6] (comme ci-dessus) on obtient la distribution q-exponentielle, q-analogue de la distribution exponentielle, obtenue pour {\displaystyle q=1}.
- si on impose de plus le second moment on obtient la distribution q-gaussienne, q-analogue de la gaussienne, obtenue lorsque {\displaystyle q=1}.

## Autre approche
Les distributions de Tsallis peuvent être obtenues en applicant la transformation de Box-Cox inverse avec {\displaystyle \lambda =1-q} aux distributions usuelles exponentielle ou gaussienne.

## Applications
Les distributions de Tsallis ont été appliquées à des problèmes dans les domaines de la mécanique statistique, de la géologie, de l'anatomie, de l'astronomie, de la physique atomique, de l'économie, de la finance et de l'apprentissage automatique. Elles sont souvent utilisées pour leur longue traîne.